# Viaje al cuarto de una madre
Viaje al cuarto de una madre es una película española de 2018, escrita y dirigida por Celia Rico Clavellino. Se estrenó el 5 de octubre de 2018.
En la 66.ª edición del Festival Internacional de Cine de San Sebastián consiguió la mención especial del Premio Kutxabank-Nuev@s Director@s.
En 2019 recibió el Premio Asecan Mejor Película, otorgado por la Asociación de Escritores y Escritoras de Cine de Andalucía (Asecan).
Es una producción de Amorós Producciones y Arcadia Motion Pictures, en coproducción con Pecado Films, Sisifo Films y Noodles Production (Francia), con la participación de TVE y Canal Sur.

## Sinopsis
Leonor quiere marcharse de casa, pero no se atreve a decírselo a su madre. Estrella no quiere que se vaya, pero tampoco es capaz de retenerla a su lado. Madre e hija tendrán que afrontar esa nueva etapa de la vida en la que su mundo en común se tambalea.

## Reparto

### Reparto principal
- Lola Dueñas como Estrella.
- Anna Castillo como Leonor.
- Noemí Hopper como Andrea.
- Ana Mena como Bea.
- Susana Abaitua como Laura.
- Marisol Membrillo como Águeda.
- Pedro Casablanc como Miguel.
- Silvia Casanova como Rosa.
- Lucía Múñoz como Rosita.
- Adelfa Calvo como Pili.
- Maica Barroso como Merche.

## Premios y nominaciones
| Premio                                              | Categoría                                   | Nominado                                                         | Resultado | Ref(s)      |
| --------------------------------------------------- | ------------------------------------------- | ---------------------------------------------------------------- | --------- | ----------- |
| Premios ASECAN del Cine Andaluz                     | Mejor Película                              | Viaje al cuarto de una madre (compartido con Entre dos aguas)    | Ganadora  | [ 4 ]       |
| Premios ASECAN del Cine Andaluz                     | Mejor Dirección Novel                       | Celia Rico Clavellino                                            | Ganadora  | [ 4 ]       |
| Premios ASECAN del Cine Andaluz                     | Mejor Guion                                 | Celia Rico Clavellino                                            | Ganadora  | [ 4 ]       |
| Premios ASECAN del Cine Andaluz                     | Mejor Dirección Artística                   | Celia Rico Clavellino                                            | Nominada  | [ 4 ]       |
| Premios ASECAN del Cine Andaluz                     | Mejor Montaje                               | Fernando Franco                                                  | Ganador   | [ 4 ]       |
| Premios ASECAN del Cine Andaluz                     | Mejor Canción Original                      | Paco Ortega (por "Vienes y vas (Bolero para Estrella y Leonor)") | Nominado  | [ 4 ]       |
| Medallas del Círculo de Escritores Cinematográficos | Mejor Película                              | Viaje al cuarto de una madre                                     | Nominada  | [ 5 ] [ 6 ] |
| Medallas del Círculo de Escritores Cinematográficos | Mejor Director Revelación                   | Celia Rico Clavellino                                            | Ganadora  | [ 5 ] [ 6 ] |
| Medallas del Círculo de Escritores Cinematográficos | Mejor Actriz                                | Lola Dueñas                                                      | Ganadora  | [ 5 ] [ 6 ] |
| Medallas del Círculo de Escritores Cinematográficos | Mejor Actriz Secundaria                     | Anna Castillo                                                    | Ganadora  | [ 5 ] [ 6 ] |
| Premios Feroz                                       | Mejor Película Dramática                    | Viaje al cuarto de una madre                                     | Nominada  | [ 7 ]       |
| Premios Feroz                                       | Mejor Guion                                 | Celia Rico Clavellino                                            | Nominada  | [ 7 ]       |
| Premios Feroz                                       | Mejor Actriz Protagonista                   | Lola Dueñas                                                      | Nominada  | [ 7 ]       |
| Premios Feroz                                       | Mejor Actriz de Reparto                     | Anna Castillo                                                    | Ganadora  | [ 7 ]       |
| Premios Gaudí                                       | Mejor Película en Lengua no Catalana        | Viaje al cuarto de una madre                                     | Nominada  | [ 8 ]       |
| Premios Gaudí                                       | Mejor Dirección                             | Celia Rico Clavellino                                            | Nominada  | [ 8 ]       |
| Premios Gaudí                                       | Mejor Guion                                 | Celia Rico Clavellino                                            | Ganadora  | [ 8 ]       |
| Premios Gaudí                                       | Mejor Protagonista Femenina                 | Lola Dueñas                                                      | Ganadora  | [ 8 ]       |
| Premios Gaudí                                       | Mejor Actriz Secundaria                     | Anna Castillo                                                    | Ganadora  | [ 8 ]       |
| Premios Gaudí                                       | Mejor Dirección de Producción               | Josep Amorós                                                     | Nominado  | [ 8 ]       |
| Premios Gaudí                                       | Mejor Dirección Artística                   | Mireia Carles                                                    | Nominada  | [ 8 ]       |
| Premios Gaudí                                       | Mejor Vestuario                             | Vinyet Escobar                                                   | Nominada  | [ 8 ]       |
| Premios Gaudí                                       | Mejor Sonido                                | Albert Manera y Amanda Villavieja                                | Nominados | [ 8 ]       |
| Premios Goya                                        | Mejor Interpretación Femenina Protagonista  | Lola Dueñas                                                      | Nominada  | [ 9 ]       |
| Premios Goya                                        | Mejor Interpretación Femenina de Reparto    | Anna Castillo                                                    | Nominada  | [ 9 ]       |
| Premios Goya                                        | Mejor Director Novel                        | Celia Rico Clavellino                                            | Nominada  | [ 9 ]       |
| Premios Goya                                        | Mejor Montaje                               | Fernando Franco                                                  | Nominado  | [ 9 ]       |
| Premios Sant Jordi de Cinematografía                | Mejor Ópera                                 | Viaje al cuarto de una madre                                     | Ganadora  | [ 10 ]      |
| Premios Platino                                     | Mejor Ópera Prima de Ficción Iberoamericana | Viaje al cuarto de una madre                                     | Nominada  | [ 11 ]      |